# Reform Club
Le Reform Club était à l'origine un cercle politique au sud de Pall Mall (au numéro 104) au centre de Londres. Il admet les femmes depuis 1981. En 1977, ses frais d'adhésion étaient les plus élevés de Londres.

## Histoire
Le Reform Club a été fondé en 1836 par Edward Ellice (1783-1863), un parlementaire Whig, aux richesses acquises grâce à la compagnie de la Baie d'Hudson mais dont le zèle servait en priorité à sécuriser le vote du Reform Act 1832. Le nouveau club, pour des parlementaires du Royaume-Uni, avait vocation à être un centre pour les idées radicales que le projet de loi représentait, et un bastion de pensée libérale et progressiste qui devait s'associer fermement au Parti libéral, qui avait largement succédé aux Whigs à la mi-XIXe siècle.
Brooks's Club, quartier-général de l'ancienne noblesse whig, n'étant pas prêt à ouvrir ses portes à une marée de jeunes gens, des rencontres préliminaires furent tenues chez Ellice pour mettre au point un club beaucoup plus large qui serait le promoteur de relations sociales entre réformateurs britanniques. Quand un parlementaire Libéral changeait de bord pour rejoindre ou travailler avec un autre parti, on attendait de lui qu'il démissionne du cercle. Le Reform Club ne demande plus aujourd'hui un point de vue politique particulier de ses membres, et est purement social.
Jusqu'au déclin du Parti libéral, il était de rigueur pour les parlementaire libéraux d'être membres du Reform Club, qui constituait presque le quartier-général d'un autre parti, encore que le National Liberal Club (en), mis en place sous la présidence du Premier ministre libéral, William Ewart Gladstone, fut établi en 1882, destiné à être plus inclusif, et était plus adapté pour les figures et militants libéraux du pays.
Le bâtiment, comme son voisin le Travellers Club (en) (au numéro 106), fut dessiné par Sir Charles Barry et ouvrit en 1841. Le nouveau cercle était un édifice dont les plans étaient basés sur ceux du palais Farnèse (siège de l'École française de Rome). Le Reform Club est un des premiers cercles à avoir des chambres à coucher et sa bibliothèque, comprenant 50 000 livres, principalement des livres d'histoire et des biographies.
Avec le déclin du Parti libéral à la mi-XXe siècle, le cercle recueillit de plus en plus ses membres parmi les fonctionnaires du ministère des finances alors que son voisin, le Travellers' Club, accueillait plutôt des fonctionnaires des affaires étrangères.
Le héros du roman de Jules Verne, Le Tour du monde en quatre-vingts jours, Phileas Fogg, est membre du Reform Club. Il part faire le tour du monde sur un pari avec d'autres membres, commençant et finissant au cercle.
Michael Palin, imitant son prédécesseur imaginaire, commença et acheva presque son propre « tour du monde en 80 jours » au Reform Club.

## Membres du Reform Club
- John Campbell Gordon, puis marquis d'Aberdeen et Temair
- Donald Adamson
- Herbert Henry Asquith, puis comte d'Oxford & Asquith
- Sir David Attenborough
- Hilaire Belloc
- Guy Burgess
- Sir Menzies Campbell
- Sir Winston Churchill (qui démissionne en 1913 en protestation du rejet de son ami, le baron de Forest)
- Albert Cohen
- Sir Arthur Conan Doyle
- Camilla, duchesse de Cornouailles
- Laurent de Narbonne
- Hubert de Rougemont
- Sir Charles Dilke
- Edward Ellice (1783-1863)
- Garret FitzGerald
- Edward Morgan Forster
- William Ewart Gladstone
- Sir William Harcourt
- Sir Henry Irving
- Henry James
- Roy Jenkins
- David Lloyd George (qui démissionne avec Churchill sur le rejet du baron de Forest)
- Robert Marjolin [2]
- Daniel O'Connell
- Barry O'Meara
- Vicomte Palmerston
- Dame Stella Rimington
- Lionel Robbins
- Lord Rosebery
- Dame Kiri Te Kanawa
- William Makepeace Thackeray
- Chaïm Weizmann
- Herbert George Wells
- Richard Grosvenor, marquis puis duc de Westminster